# RO-ALERT

Insigna RO-ALERT

RO-ALERT este un sistem implementat la nivel național de către Ministerul Afacerilor Interne (MAI), prin Inspectoratul General pentru Situații de Urgență (IGSU) și cu suportul tehnic al Serviciului de Telecomunicații Speciale (STS), ca urmare a O.U.G. nr. 72 din 5 octombrie 2017, ce permite difuzarea de mesaje de tip Cell Broadcast pentru avertizarea și alarmarea populației în situații de urgență, conform prevederilor legale.
Sistemul este folosit în situații majore în care viața și sănătatea cetățenilor sunt puse în pericol, cum ar fi fenomene meteo extreme, atac terorist sau alte situații.

## Date tehnice

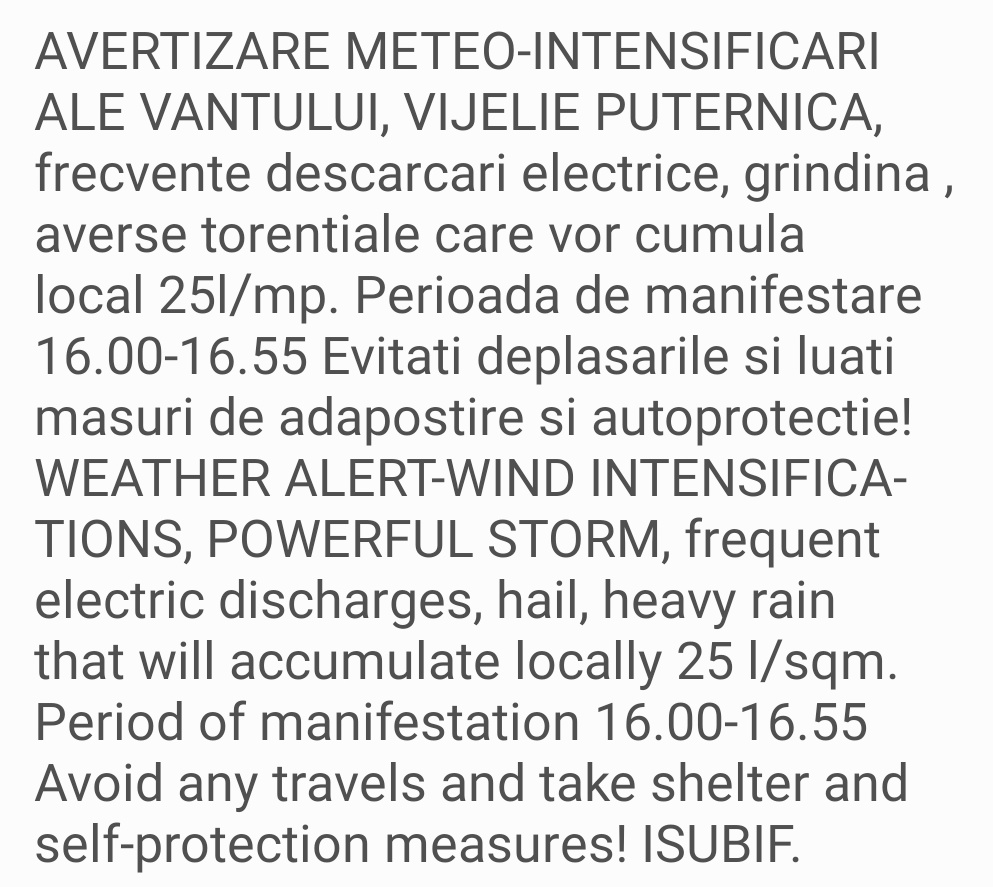
Mesaj pe ecranul unui telefon, primit la București prin RO-ALERT

Conținutul mesajului de avertizare și informațiile legate de zona în care acesta trebuie difuzate sunt transportate prin legături private de interconectare a sistemului RO-ALERT cu rețelele operatorilor de telefonie mobilă.
Tehnologia Cell Broadcast permite ca antenele de comunicații mobile din zona selectată să difuzeze mesajul de avertizare tuturor telefoanelor mobile care funcționează în aria de acoperire a acestora, fără a fi necesare numerele de telefon și fără a mai primi repetări ale aceluiași mesaj, prin intermediul canalelor de difuzare 916, 917, 918, 919 și 4370, 4371, 4375, 4379, 4381.
Modul de afișare a mesajului și sunetul notificării de primire a avertizării poate varia în funcție de tipul telefonului.
Mesajele pot fi recepționate pe întreg teritoriul țării cu semnal existent 2G/3G/4G numai dacă terminalele sunt pornite și funcționale.
Furnizorii autorizați de rețele publice de comunicații mobile din România, respectiv RCS & RDS, Orange, Telekom, Vodafone sunt responsabili pentru asigurarea condițiilor tehnice necesare interconectării sistemului RO-ALERT cu infrastructurile rețelelor proprii.

## Istoric
Implementarea sistemului a fost aprobată de Guvernul Mihai Tudose prin Ordonanța de urgență 72/2017 în vigoare de la 12 octombrie 2017 și a intrat pentru prima dată în modul de testare pe 17 septembrie 2018 în Onești. Ulterior, testarea a continuat pe 21 septembrie în București și Ilfov.